# Philip Woltmann
Philip Woltmann (* 21. Mai 2002 in Georgsmarienhütte) ist ein deutscher Eishockeyspieler.

## Karriere
Der Stürmer wurde im Nachwuchsbereich des SV Brackwede, des Herforder EV und der Eishockey Jugend Kassel ausgebildet. Im Jahre 2018 wechselte Woltmann zum Schwenninger ERC, wo er drei Jahre lang spielte. 2021 folgte der Wechsel zu den Selber Wölfen, wo er in der Saison 2021/22 seine ersten Einsätze in der DEL2 hatte. Bis 2023 absolvierte Woltmann 53 Spiele in der DEL2 und erzielte dabei vier Tore. Während der Spielzeiten 2021/22 und 2022/23 kam er zusätzlich noch für den Oberligisten Höchstadter EC zum Einsatz. Im Sommer 2023 kehrte er zum Nord-Oberligisten Herforder EV zurück.